# Autoroute A15 (France)
Pour les articles homonymes, voir A15.

L’autoroute A15 est une autoroute de l'Île-de-France qui traverse les départements des Hauts-de-Seine et du Val-d'Oise. Ses principaux débouchés sont Gennevilliers, Argenteuil (vers Paris) et l'agglomération de Cergy-Pontoise.
L'A15 naît à Gennevilliers par la jonction de deux bretelles de l'A86 (en provenance, à l'est, de Saint-Denis et Bobigny d'une part, et, à l'ouest, de Nanterre d'autre part), ainsi que de la RN 315, boulevard urbain en provenance de Clichy.
L'autoroute à 2 × 4 voies traverse la Seine par le viaduc de Gennevilliers en légère courbe, constitué de deux ouvrages parallèles, puis se dirige vers le nord-ouest en s’insérant dans le tissu urbain de la vallée de Montmorency qu'elle domine, tracée au pied des buttes du Parisis. L'axe passe à 2 × 3 voies après la bifurcation de l'A115 à Sannois, traverse la plaine de Méry-Pierrelaye puis, après l'échangeur avec la RN 184, traverse l'Oise par un pont où elle repasse à 2 × 4 voies, dessert Pontoise et Cergy, passe à 2 × 3 voies après la sortie 9 (Cergy-Grand Centre / Pontoise Centre) puis à 2 × 2 voies après la sortie 10 (RD 915 vers Osny et Cormeilles-en-Vexin).
L'A15 devient alors la RN 14 de la sortie 10 à la sortie 13 puis RD 14 de la sortie 13 jusqu'à la limite territoriale des départements du Val-d'Oise et de l'Eure (déclassement de cette portion en route départementale en 2006). En se prolongeant dans le Vexin français, elle constitue un itinéraire bis entre Paris et Rouen par la rive droite de la Seine. La RD 14 (RN 14 avant 2006), route à trois voies jusqu'ici très accidentogène a été aménagée en 2 × 2 voies jusqu'à Magny-en-Vexin en 2006 et 2007, ce qui devrait améliorer notablement sa sécurité dans la traversée du Val-d'Oise. La 2 × 2 voies devrait être prolongée jusqu'à la limite de la Normandie (département de l'Eure) à Saint-Clair-sur-Epte[réf. souhaitée] (le contournement de la ville existe déjà).

## Histoire
À l'origine et jusqu'au début des années 1990, la numérotation A15 désignait trois sections différentes d'autoroute entre Paris et Le Havre :
- l'actuelle A 15 ;
- l'actuelle A150 ;
- l'actuelle A131 entre le Pont de Tancarville et le Havre.

De nos jours, cette numérotation ne subsiste plus qu'en Île-de-France, et seule celle-ci va faire l'objet du développement ci-dessous.

L'A15 est le principal axe autoroutier du nord-ouest francilien.

Le projet de création de l'autoroute A15 pour desservir l'ouest de l'Île-de-France et la ville nouvelle de « Cergy-Pontoise » remonte au SDRIF de 1965. L'enquête d'utilité publique, « Autoroute 15 - Paris/Pontoise - section Paris Saint-Ouen-l'Aumône » est prononcée le 26 février 1969. Elle mentionnait :
- que l'autoroute A15 avait pour objet de relier Paris (Porte Pouchet) à Pontoise, et de devenir la principale voie radiale autoroutière du secteur nord/ouest de la région parisienne ;
- que cette autoroute figurait au programme de première urgence du plan directeur d'aménagement du réseau routier national établi en 1960 ;
- qu'en Seine-et-Oise, des travaux importants avaient récemment été réalisés afin d'améliorer la circulation sur la RN 14 :
  - RD 14 - déviation de Sannois - Franconville,
  - RD 14 - élargissement à 14 m (2 × 2 voies) de la chaussée entre Franconville et Pierrelaye,
  - RN 14 - la déviation de Pontoise (6,250 km) inaugurée en 1968 et destinée à s'intégrer dans la future autoroute A15.

La construction de l'autoroute A15 fut lancée dès 1969 ; la libération des emprises fut réalisée de 1970 à 1975 (les surfaces nécessaires étaient de 184 ha et 400 propriétés bâties étaient concernées). La section Sannois-Franconville fut achevée en 1974 après doublement de la section existante de la RN 14 (déviation de Sannois - Franconville sur 4,5 km) ; la section Argenteuil RN 311 - Sannois RN 309 (2,3 km environ) fut réalisée en 1975 et 1976, ainsi que la construction du viaduc de Gennevilliers (à 2 × 2 voies) et la section Franconville - Patte d'Oie d'Herblay (3 km environ). En 1977, la section Patte d'Oie d'Herblay - secteur de Pontoise (environ 6 km) est mise en service et l'autoroute presque achevée. Il manque encore la section Gennevilliers - Paris dans les Hauts-de-Seine, qui ne fut finalement jamais réalisée à cause d'expropriations trop importantes, posant de nombreux problèmes de circulation qui perdurent dans ce secteur. L'Avenue de la Liberté à Clichy et Saint-Ouen (ex-BUCSO) est projetée depuis le début des années 2000 sur ce tronçon afin de résoudre ces problèmes de circulation à Clichy.
Le succès de cette autoroute qui absorbait 30 millions de véhicules par an sur le viaduc de Gennevilliers en 1990 est immédiat et provoque sa saturation aux heures de pointe, de 7 h à 9 h vers Paris et de 17 h à 19 h vers Pontoise, en particulier entre Argenteuil et Gennevilliers. Le doublement du viaduc sur la Seine et de l'A15 dans la traversée de Cergy est mis à l'étude en 1988 et mis en chantier en 1991. Le deuxième viaduc de Gennevilliers parallèle au premier est inauguré en 1992 ; l'ancien est remis en état, et l'autoroute passe ainsi à 2 × 4 voies au printemps 1993. La mise à 2 × 4 voies a lieu également à Cergy avec l'ouverture d'un second pont sur l'Oise accolé au premier ouvrage et l'autoroute est mise de 2 × 2 voies à 2 × 3 voies ou 2 × 4 voies de 1990 à 1993. Cette réalisation améliore grandement pendant un temps la fluidité de l'A15 mais les voies supplémentaires ont aussi fait progresser la circulation de plus de 25 % en 15 ans et les embouteillages sont fréquents. La circulation est devenue très difficile aux heures de pointe ; de plus, les problèmes se sont rapidement déplacés en amont sur l'A86 dans les Hauts-de-Seine, au gabarit trop étroit (2 × 2 voies).
Le réaménagement de l'échangeur A15-RN184 à Saint-Ouen-l'Aumône, avec une concentration importante de bouchons à cause de la présence de feux tricolores (carrefours à niveaux) qui provoquent des remontées de file aux heures de pointe, fut inscrit au contrat de plan État-région 2000-2006 et a débuté en septembre 2009. Les travaux ont duré deux ans. À terme, l'échangeur aura été entièrement dénivelé et permet des circulations plus fluides et des échanges sécurisés entre ces deux grands axes du Val-d'Oise. Sa réalisation fut possible grâce à l'apport d'un financement provenant du Plan de Relance 2009. Le projet de prolongement de la Francilienne (A104) est bien avancé et doit permettre d'alléger ce carrefour, point noir du département, et plus généralement la RN 184 dans la traversée de Saint-Ouen-l'Aumône et d'Éragny, même si ce projet suscite une forte opposition des populations locales, vu les nombreuses zones urbaines traversées.

## Enjeux

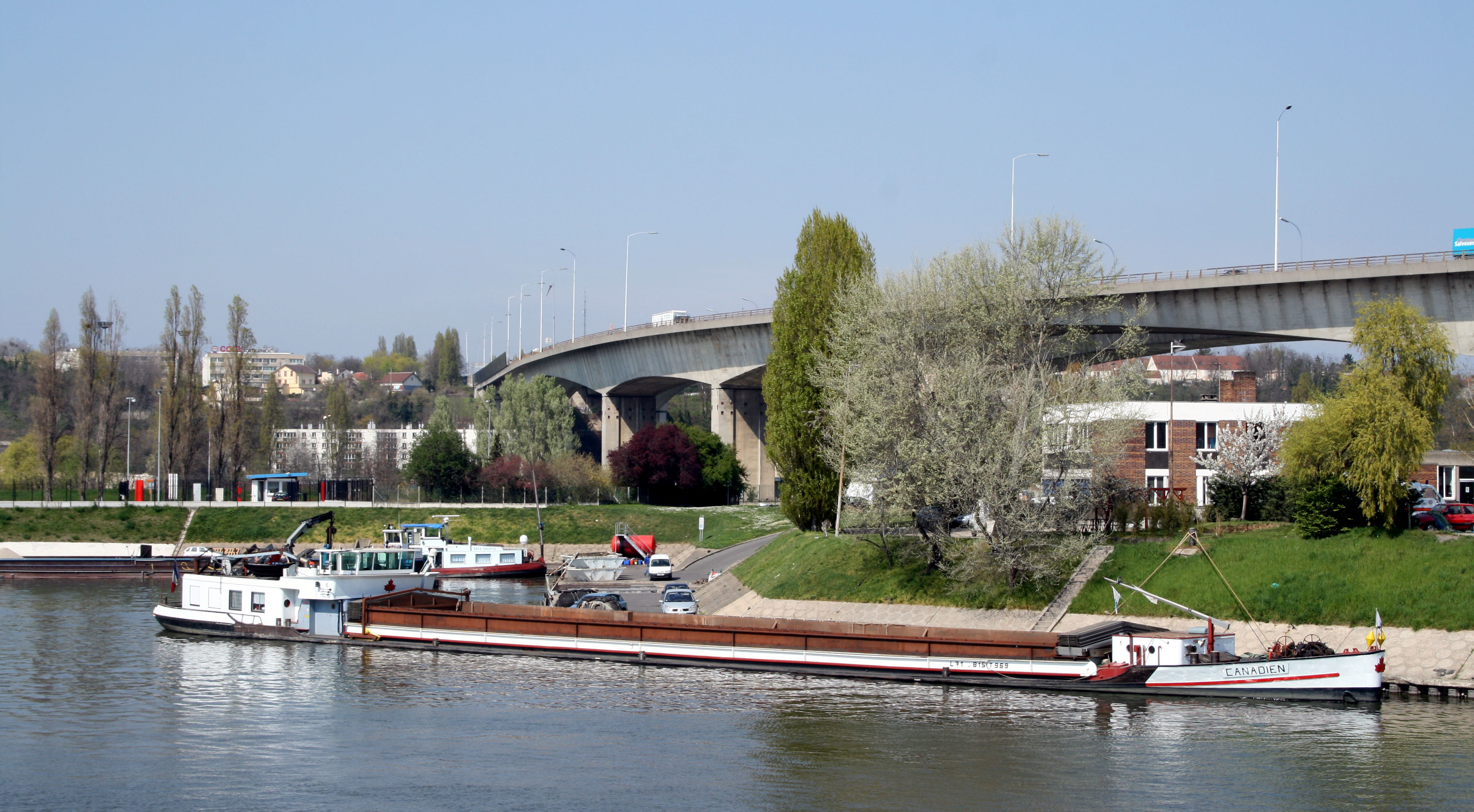
Le viaduc de Gennevilliers

Cette autoroute qui relie l'agglomération de Cergy-Pontoise au pont de Gennevilliers offre une interconnexion avec la A86 et la RN 315 (vers Clichy) au débouché du viaduc de Gennevilliers ainsi qu'une liaison rapide vers la A16, via la A115 ou la N184 permettant d'éviter la RN 1. On peut également emprunter le Boulevard Intercommunal du Parisis.
L'autoroute A15, qui frise la saturation durant les mouvements pendulaires a été plusieurs fois élargie en passant de 2 × 2 voies à 2 × 4 voies (notamment à Argenteuil et à Cergy au cours des années 1990.)
Au-delà de Cergy-Pontoise, son prolongement hypothétique jusqu'à Rouen ou jusqu'à l'autoroute A13 à Mantes-la-Jolie en traversant le Vexin français à l'ouest est impossible[réf. nécessaire], le Vexin français constituant un site classé et protégé, dans sa partie francilienne, par la création du parc naturel régional en 1995. C'est pourquoi l'État a réalisé des travaux d'élargissement à 2 × 2 voies pour mettre en sécurité la RN 14 (RD 14 depuis 2006 de la sortie 13 à Saint-Clair-sur-Epte) dans un premier temps entre Cergy et Magny-en-Vexin.
Néanmoins, une autoroute A13bis de Méru à Rouen est prévue pour le long terme, la façon dont l'A15 pourrait y être raccordée demeurant à définir.[réf. nécessaire]
De manière anecdotique, on peut également noter que les cartouches des bornes kilométriques de la section nord de l'A150 portent le numéro A15.

## Itinéraire
Section non-concédée gérée par la DIRIF et gratuite.
- Début de l'A15
- Échangeur entre RN 315, A86 et A15 à 0 km : 
  - RN 315 : Paris - Porte de Clichy, Asnières, Clichy
  - A86 : Nanterre, La Défense, Paris - Porte Maillot (A14), Gennevilliers - centre, Port, Village, Saint-Denis,  Ch.De.Gaulle (A1)

Passage du département des Hauts-de-Seine au département du Val-d'Oise.
- 2 × 4 voies
- 2 Argenteuil à 6 km : Argenteuil - centre, Orgemont, Z. I. de la Gare, Enghien-les-Bains, Saint-Gratien - Les Raguenets
- Échangeur entre RD 170 et A15 (Boulevard Intercommunal du Parisis) à 7 km : Saint-Gratien - centre, Sarcelles, Montmorency, Sannois - Pasteur, Épinay-sur-Seine
- 3 Sannois - centre (RD 909) à 8 km : Argenteuil - Les Côteaux, Sannois (uniquement en sortie depuis Cergy-Pontoise) (quart-échangeur)

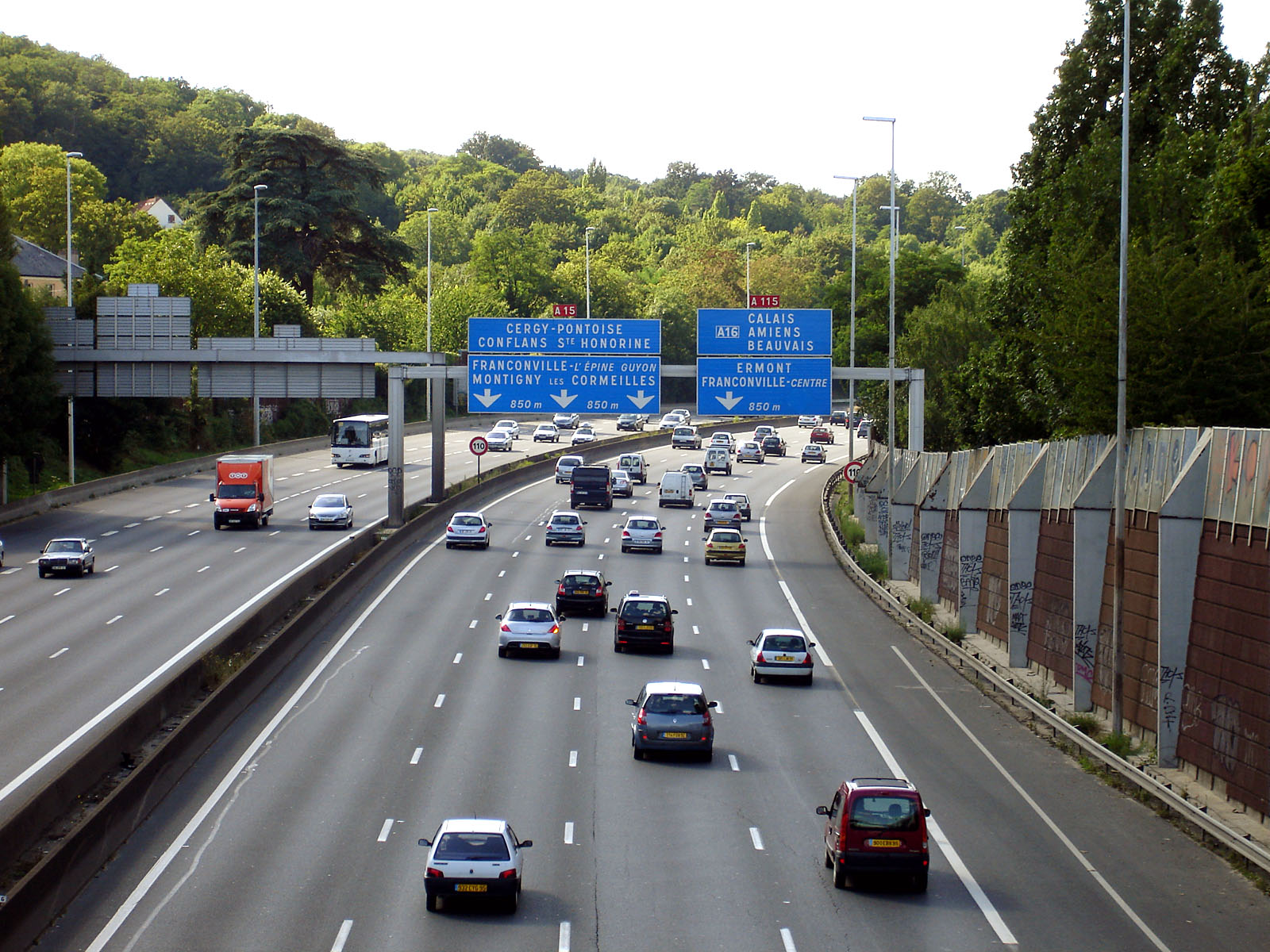
L'A15 à Sannois en direction de Cergy, peu avant la naissance de l'A115.

- Échangeur entre A115 et A15 à 9 km : Ermont, Franconville - centre, Calais, Beauvais, Amiens (A16) (demi-échangeur, de et vers Paris)
- 3.1 Sannois - Le Moulin à 10 km : Sannois, Franconville - centre, A115 (uniquement en sortie en provenance de Cergy-Pontoise et entrée vers Paris)
  -  2 × 3 voies
- 4 Franconville à 12 km : Montigny-lès-Cormeilles, Franconville - centre, L'Epine-Guyon,  Z. A. Porte du Parisis
- 5 Patte d'Oie d'Herblay à 14 km :  Z. A. La Patte d'Oie d'Herblay, Beauchamp, Cormeilles-en-Parisis
- 5.1 Herblay (RD 411) à 16 km : Herblay-sur-Seine - centre, Pierrelaye,  Z. A. Beauchamp-Taverny
  -  Aire de service de Pierrelaye (dans les deux sens)
- 6 Pierrelaye (RD 14) à 20 km : Pierrelaye (demi-échangeur, de et vers Cergy)
- 7 Saint-Ouen-l'Aumône ( Échangeur entre RN 184 et A15) à 21 km : Amiens (A16), Versailles, Éragny - centre, Saint-Ouen-l'Aumône, Conflans-Sainte-Honorine, Jouy-le-Moutier,  Ch.de.Gaulle (RN 104),  P.A des Bellevues
- 8 Éragny à 22 km : Éragny - Le Village (uniquement en sortie sens province > Paris et en entrée sens Paris > province) (demi-échangeur)
- 9 Cergy à 23 km : Cergy - Grand Centre, Pontoise - Centre

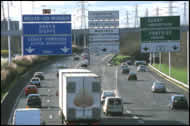
l'A15 à Cergy (sorties 9 et 10)

- 10 Pontoise à 24 km : ( Échangeur entre RD 915 et A15) : Pontoise - Les Louvrais, Osny - L'Oseraie, Marines,  Cergy-Pontoise, Cormeilles-en-Vexin,  Centre hospitalier
  -  A15 devient RN 14   à 2 × 2 voies
- 11 Osny à 26 km : Osny, Cergy - Axe Majeur-Horloge
- 12 Puiseux-Pontoise à 27 km : Puiseux-Pontoise, Vauréal, Jouy-le-Moutier
- 13 Courdimanche à 29 km : Cergy - Les Hauts de Cergy, Courdimanche, Boissy-l'Aillerie, Menucourt
- RN 14 devient RD 14 en direction de : Rouen, Dieppe, Magny-en-Vexin, Meulan - Les Mureaux

## Éclairage
Depuis le début de 2008, l'autoroute A15 (ainsi que l'A115 et une partie de la RN184), n'est plus éclairée à la suite de vols de câbles de cuivre. La seule autoroute A15 a été délestée de 25 000 mètres de câble.

## Lieux sensibles
Une grande partie de l'autoroute, notamment le sens Pontoise-Paris, est très chargée tous les matins du lundi au vendredi vers l'A86, et dans l'autre sens le soir. Des bouchons se forment aussi vers Paris les soirs de week-end, dans le secteur d'Herblay le samedi à cause de la fermeture des nombreux magasins de la zone et sur toute la longueur le dimanche avec les retours de week-end en Normandie notamment (les bouchons peuvent parfois remonter sur la RN14 dans ce cas).